# Arcadie (groupe)
Pour les articles homonymes, voir Arcadie (homonymie).
Arcadie est un groupe militant homosexuel français, créé en 1954 par un ancien séminariste, André Baudry, et dissous en 1982. C'est aussi le nom de la revue du groupe, Arcadie. C'est, de fait, la première véritable association homosexuelle française.

## Création et buts
Le groupe et la revue sont fondés en janvier 1954 par l'ancien séminariste André Baudry, ainsi que Jacques de Ricaumont, André du Dognon et Roger Peyrefitte, avec le soutien de Jean Cocteau qui offre un dessin inédit dans le premier numéro d'Arcadie, et déclarés en 1957 sous la forme juridique d'une SARL. Baudry souhaitait promouvoir l'« homophilie », l'amour du semblable, non seulement à travers la sexualité mais aussi comme un lien affectif entre deux hommes.
Il s'agissait, pour André Baudry, grâce à une attitude discrète, réservée et parfois chaste, de gagner l'honorabilité et la respectabilité, et ainsi la tolérance de la société. Le nom Arcadie renvoie à la région de la Grèce antique célèbre pour sa vie harmonieuse.
Ancien séminariste (mais qui n'a jamais été prêtre, contrairement à une légende tenace), Baudry veut aussi aider les homosexuels, en les réunissant pour lutter contre leur solitude, et en leur apportant une meilleure estime d'eux-mêmes. Il revendique ainsi le droit à l'indifférence, en tant que personnes dignes et respectables, des « citoyens comme les autres ».

## Club privé
À partir des abonnés de la revue, le groupe de 20 à 40 personnes s'agrandit. Baudry crée alors le Club littéraire et scientifique des pays latins (Clespala) en 1957 sous le régime commercial d'une SARL. Ce club privé n'est ouvert qu'aux personnes majeures et conditionne l'admission à  l'abonnement à la revue. Il a des locaux avec salle de conférences, et à partir de 1958, un banquet est organisé tous les ans. Baudry parvient à obtenir l'autorisation d'organiser des bals (avec la célèbre « danse du tapis ») qui ont lieu à partir de 1969 en fin de semaine (généralement le dimanche) dans un ancien cinéma (de 350 m2)  qu'il a racheté, au rez-de-chaussée du 61 de la rue du Château-d'Eau à Paris (10e),. À cette époque, c'est l'un des seuls endroits publics de Paris, et même de France, où deux personnes de même sexe peuvent danser ensemble. 
Baudry apporte de plus un soutien moral et parfois financier aux membres du club. Surveillé par la police (il existait à cette époque, au sein de la Préfecture de Police, un « Groupe de contrôle des homosexuels », émanation lointaine de la « Sous-brigade des pédérastes » du XIXe siècle), André Baudry impose un comportement sans tache lors des réunions et banquets, allant jusqu'à y inviter des représentants des autorités policières et judiciaires.

## Succès et déclin
Le mensuel Futur, créé fin 1952, a coexisté avec Arcadie de janvier 1954 à octobre 1955 ; il fut interdit par arrêt du Conseil d'État du 5 décembre 1956. Quelques publications éphémères virent le jour : Prétextes, Nouveaux Prétextes, Juventus. Dans les années 1960, Arcadie est le seul mouvement et la seule revue homosexuelle française. Ensuite, dans l'après mai 1968, les homosexuels ont d'autres revendications et certains créent le Front homosexuel d'action révolutionnaire en 1971.
Cependant le groupe et la revue bénéficient d'une bonne image auprès des médias, et André Baudry est invité à témoigner à la télévision dans Les Dossiers de l'écran en 1975. Il sous-titre alors la revue Arcadie, Mouvement homophile de France. En 1979, il invite à un grand congrès de nombreux intellectuels sympathisants comme Robert Merle ou Paul Veyne.
Le philosophe Michel Foucault qui a fréquenté Arcadie quelque temps et a également participé à la conférence de 1979 a écrit : « Arcadie a été le seul [mouvement] à employer le mot peuple. C'était là la folie prophétique de Baudry (...). On peut être frappé par la perpétuelle imprécation du leader des arcadiens contre leurs mauvaises mœurs. En fait, il faut bien que le « peuple » soit pécheur, pour avoir besoin d'un prophète ».
Très critiqué dans les années 1970, et construit comme une sorte de franc-maçonnerie, Arcadie et le mouvement homophile n'ont guère influencé l'opinion publique et n'ont pas beaucoup contribué à la visibilité des homosexuels, bien que plusieurs ouvrages aient noté son travail discret et son lobbying y compris parlementaire. Le contexte politique policier rendaient, de toute façon, difficile, dans les années 1950 et 1960 un tel militantisme. Arcadie a cependant favorisé l'existence et l'expression, même limitée, d'un groupe homosexuel dans la France des années 1950 et des années 1960. La revue reste de qualité et un témoignage inestimable de la vie et des débats homosexuels dans l'après-guerre.
À la fin des années 1970, Arcadie connaît encore le succès et la revue a au moins 30 000 abonnés. Des délégations en province se sont multipliées. Pourtant, face aux critiques et à la naissance d'associations gays plus radicales (le FHAR dès 1971, les GLH puis, au début des années 1980, le CUARH), André Baudry décide la dissolution de sa société le 13 mai 1982. Il s'exile à Naples où il a vécu, par la suite, de longues années avec Giuseppe, l'homme de sa vie.
En 2021, rares sont les lieux (bibliothèques, associations...) où la collection complète d’Arcadie (soit 314 numéros, dont les numéros doubles estivaux) est consultable. Rareté : Arcadie vendait aussi, ponctuellement, des éditions reliées (reliure soignée, en cuir), annuelle ou à cheval sur deux années, de ses numéros. En 2018, des exemplaires isolés peuvent se trouver, et se vendre, de 35 à 100 euros pièce en France, en Europe et au-delà. De riches universités et écoles anglo-saxonnes paient jusqu'à 13 000 $ pour acheter des lots complets d'Arcadie mais ces ventes se font au détriment d'organisations et institutions françaises qui n'ont pas du tout de tels moyens pécuniaires.

## Membres du groupe Arcadie et contributeurs de la revueArcadie(liste non exhaustive)
- André Baudry
- Alain Bourgeois : pseudonyme « Alain Romée »
- Michel Duchein : pseudonyme « Marc Daniel »
- Françoise d'Eaubonne
- Jean Cocteau (qui soutient la revue à sa naissance et offre un dessin pour son premier numéro)
- Armand de Fluvià
- Robert Francès
- André Gaillard (1900-1977) : pseudonyme « Pierre Nedra »
- Daniel Guérin
- Pierre Hahn : pseudonyme « André Clair »
- Paul Hillairet : pseudonyme « Serge Talbot »
- Roger Peyrefitte, qui suggéra à Baudry le nom d'Arcadie
- Jacques Rivelaygue : pseudonyme « Jacques Valli »
- Jean-Noël Segresta
- Odon Vallet[8]

### Archives
- Inventaire du fonds d'archives d'Arcadie conservé à La contemporaine.